# Leistes bellicosus
La loica peruana, turpial belicoso o chate (Leistes bellicosus), es una especie de ave paseriforme de la familia Icteridae que vive en el centro-oeste de América del Sur.

## Distribución
Se encuentra desde Ecuador, pasando por toda la costa del Perú, hasta el norte de Chile, en donde se lo encuentra desde los oasis de los valles próximos a Arica, hasta Quillagua, en la Región de Antofagasta.

## Descripción
Los machos son de color negro amarronado con la garganta y el pecho de color rojo brillante. Las hembras son de color más apagado y más rayadas que los machos. Su longitud es de unos 20 cm.

## Hábitat y costumbres
Su hábitat natural son matorrales secos subtropicales o tropicales, vegetación de pantanos intermareales, herbazales desérticos, oasis, y matorrales húmedos, desde el nivel del mar hasta alrededor de 1000 m s. n. m.

## Hábitos
Su manera de volar se caracteriza por un meneo similar al de los pájaros carpinteros. Se alimentan principalmente de insectos, y algunas semillas. 
Nidifica en el suelo generalmente bajo un arbusto o una mata de hierba. Crea un nido en forma de cúpula con fibras vegetales tejidas. La postura es de 3 a 5 huevos. El tordo renegrido (Molothrus bonariensis) suele reproductivamente parasitarlo.

## Subespecies
Este taxón se encuentra subdividido en dos subespecies:
- Sturnella bellicosa albipes (Philippi & Landbeck, 1861) Se distribuye en áreas secas y costeras desde Ica, por el centro y sur del Perú hasta el norte de Chile. Esta subespecie en el sur del Perú (Tacna) es conocida como chate.
- Sturnella bellicosa bellicosa De Filippi, 1847. Habita en la costa del Pacífico desde Ecuador hasta el norte de Perú.